# 「中央アジア+日本」対話

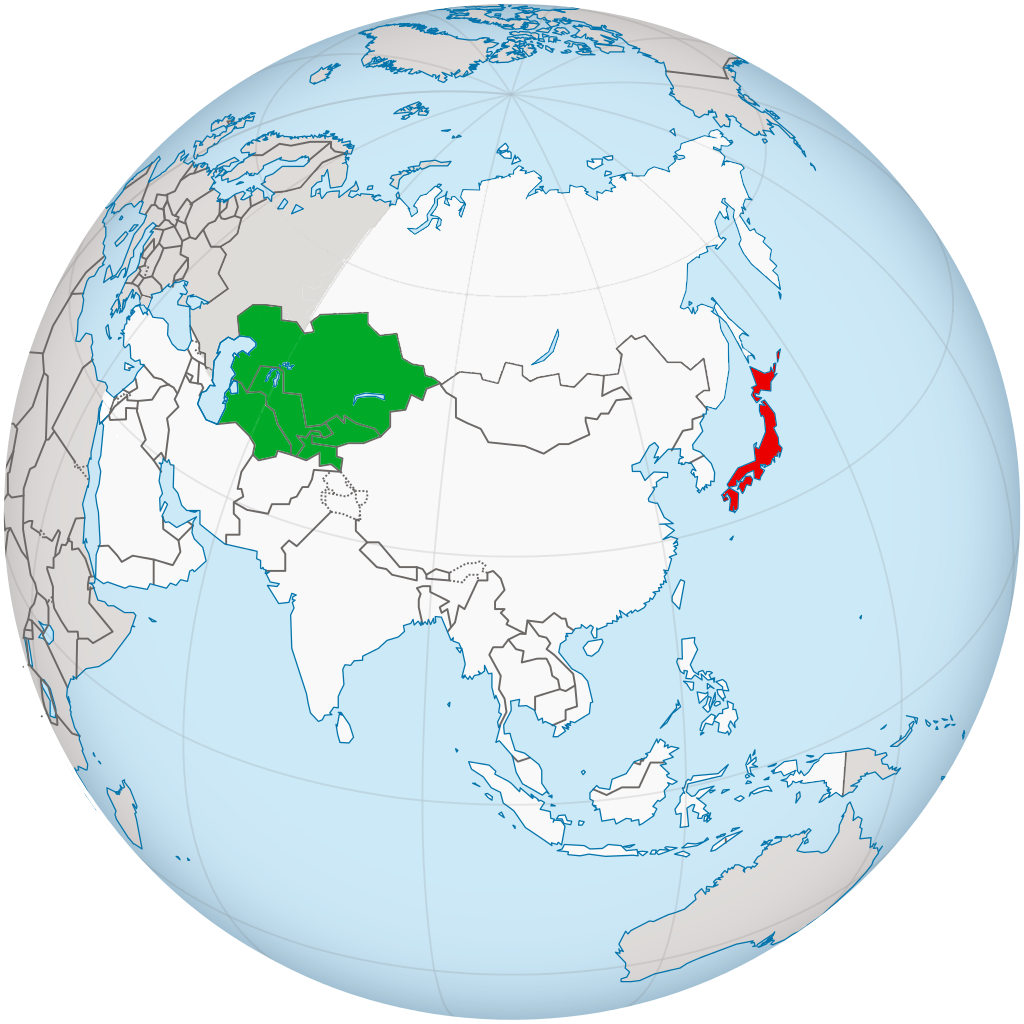
参加メンバーを示した地図。緑が中央アジア側の五か国。赤が日本。

「中央アジア+日本」対話（英語: Central Asia plus Japan dialogue）は、日本とウズベキスタン、カザフスタン、キルギス、タジキスタンなどの中央アジアの国々による、「協力に関する新たな枠組みを通して、日本と中央アジアの関係を新たなレベルへと発展させていく」ための政治的なイニシアティヴである。外務省によると、「中央アジア+日本」対話は地域を超えた協力を促進するための働きを果たしている。

## 参加メンバー

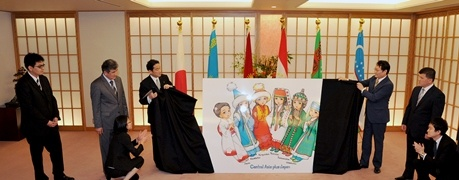
10周年を記念するイメージキャラクター。森薫が手掛けた。

- 日本
- カザフスタン
- キルギス
- タジキスタン
- ウズベキスタン
- トルクメニスタン

## 共同声明

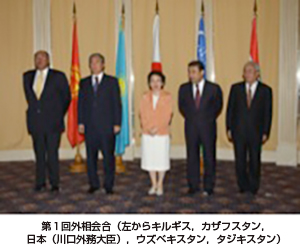

2004年8月28日にカザフスタンのアスタナで他の4つの中央アジアの国々と日本の外務大臣同士の会合が行われ、共同声明が出された。共同声明は多様性の尊重、競争と協調、開かれた協力などの基本原則、日本と中央アジアの国々との関係強化、中央アジアの国同士の協力連携強化、国際場裡における協力という4つの方向性からなっていた。共同声明では対話の主な目的についても言及している。
- 中央アジア地域における平和安定、民主主義の強化
- 地域の経済基盤強化、域内格差の是正を含む地域社会の見直し、発展の促進
- 中央アジア地域による地域間協力の強化
- 中央アジアと国際社会及び隣接地域間の友好関係の維持発展
- 日本、中央アジア両地域における地域問題、国際問題に関する協力

共同声明では日本が中央アジアと連携協力する具体的な分野についても問題提起がなされた。

## 会合の継続

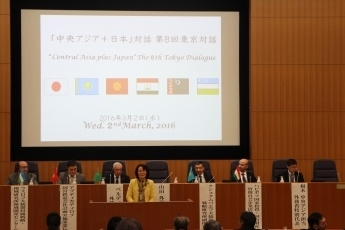
第8回東京対話（2016年3月2日）

2005年3月4日に、参加5カ国はウズベキスタンのタシュケントで再び会合を行い、そこで参加国は「中央アジア+日本」対話の重要性を再確認した上で、対話の枠組みを活用し具体的な協力に関して促進していくことで合意した。2006年6月5日、会合が東京で開催され、5カ国の外務大臣が今後も集まり会合を行うことで合意を得た。この会合では日本と中央アジアとの交流をよりいっそう進めることに関しても議論を行い、地域間協力を推し進め、日本が多くの分野で援助を行うことで一致した。この会合にはアフガニスタン外務大臣がゲストとして参加した。
加えて、日本、中央アジア両地域の知的交流を深めるため2つの「知的対話」が東京で開催された。
2012年11月10日に東京で第4回外相会合が行われ、日本の玄葉光一郎外務大臣、キルギスのエルラン・アブディルダエフ外務大臣、カザフスタンのエルラン・イドリソフ外務大臣、タジキスタンのハムロホン・ザリフィ外務大臣、トルクメニスタンのラシッド・メレドフ副首相兼外務大臣、ウズベキスタンのウラジーミル・ノロフ第一外務次官（前外相）が会合に出席した。会合において、日本政府が地域協力促進のため総額7億ドルの支援をすることが確認された 。

## 動機と重要性

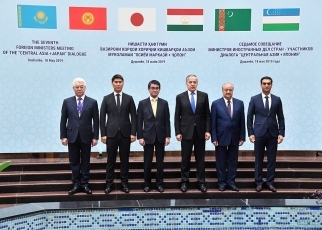
第7回外相会合（2019年5月18日）

『「中央アジア+日本」対話』を創設した日本の努力は1997年に橋本龍太郎元首相が打ち出し現在も続く「シルクロード外交」の一環であり、現在の日本の中央アジア政策を表す用語である。この政策には二つの異なる目的がある。一つは中央アジア各国と日本の二国間の関係を強化することであり、もうひとつは中央アジア各国同士の対話を促すことである。『「中央アジア+日本」対話』創設の主目的は主に後者の中央アジアの国同士の対話促進にある。元外務大臣の麻生太郎は日本が新たに中央アジアに注目するに至った4つの理由を挙げている。
- イスラム原理主義の影響力が増すことで、中央アジアの国際秩序における結びつきを弱めることを防ぐ
- 中央アジアは天然資源が豊富であり、中央アジア地域の安定は石油や天然ガス、金などの世界市場の安定にもつながる
- 日本の第二次世界大戦後の復興という経験は新たに独立国となった中央アジアの国々にとって参考材料として提供しうる
- 日本は中央アジアにおいて重要性、影響力を増している

麻生外務大臣 (当時)は「日本は開かれた地域協力に向けた機運を高めるためのサポートを行うことができる。中央アジアの国同士が自発的に協力しあえるようになることが望ましい。中央アジアの国々が自分たち自身で協力、連携を行うための機会を持てるようになればよい」とも発言している。
アナリストは、「地域の発展協力の分野における日本の努力、特にアフガニスタンに関連するものは有益であり上海協力機構のような他の協力機構と相互補完する役割を果たしている。」 と述べている。中央アジアの国々と日本の二国間関係の発展に沿った『「中央アジア+日本」対話』は上海協力機構の影響力が増す中で代替となりうるものであるとされている。